# Corn (Stati Uniti d'America)
Corn è un comune degli Stati Uniti d'America, situato nello Stato dell'Oklahoma, nella Contea di Washita.